# Nakajima Aircraft Company

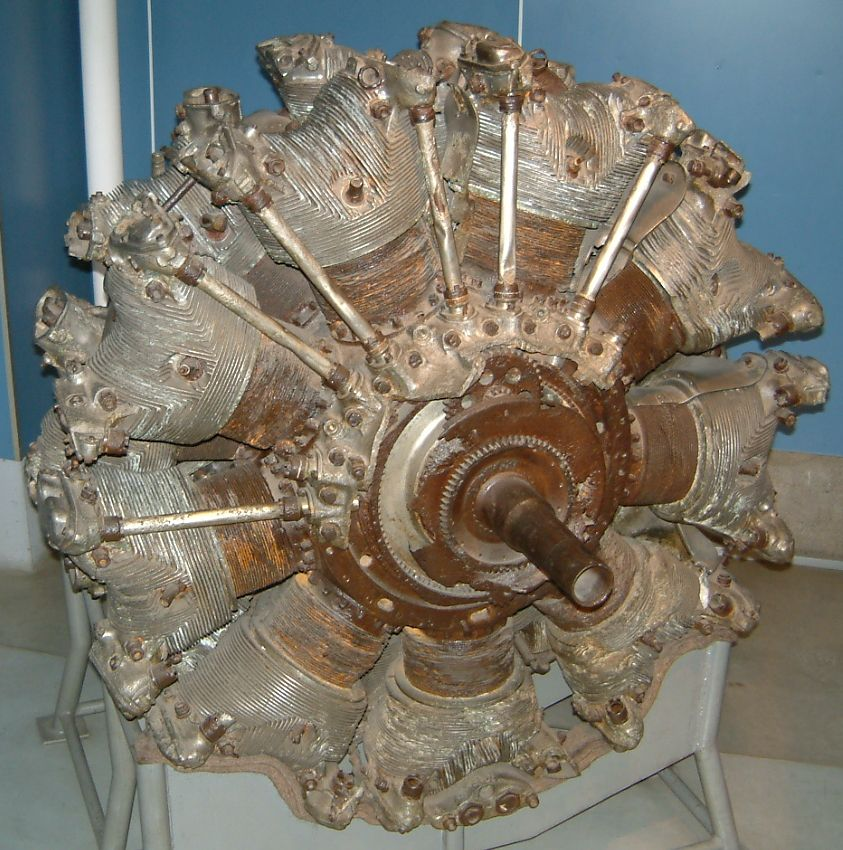
Um motor de avião Nakajima Homare.

A Nakajima Aircraft Company foi uma empresa japonesa fabricante de aviões e motores fundada em 1917 pelo engenheiro naval Chikuhei Nakajima com o nome de Hikoki Kenkyujo. Hoje em dia ela continua a fabricação de carros e aviões sob o nome Subaru.
Em 1918, ele se associou a um empresário da área têxtil e fabril Kawanishi Seibi e a empresa foi rebatizada para Nihon Hikoki Seisakujo.
Em 1919, os sócios dividiram a empresa, e Nakajima comprou a fábrica de aviões da Nihon com o apoio do Exército Imperial Japonês. Nesse mesmo ano, a empresa foi rebatizada para Nakajima Aircraft Company.

## Datas Importantes
- 1917 - Fundação com o nome de Hikoki Kenkyujo
- 1918 - Alteração para Nihon Hikoki Seisakujo
- 1919 - Alteração para Nakajima Hikoki Seisakujo
- 1931 - Alteração para Nakajima Hikoki Kabushiki Kaisha
- 1937 - Homologação do Ki-27 (Código Aliado NATE) pelo exército
- 1941 - Homologação do Ki-43 Hayabusa (Código Aliado OSCAR) pelo exército
- 1942 - Homologação do Ki-44 Shoki (Código Aliado TOJO) pelo exército
- 1942 - Homologação do J1N1 Gekko (Código Aliado IRVING) pela marinha
- 1943 - Homologação do Ki-84 Hayate (Código Aliado FRANK) pelo exército
- 1943 - Homologação do B6N Tenzan (Código Aliado JILL) pela marinha
- 1944 - Homologação do C6N Saiun (Código Aliado MYRT) pela marinha
- 1945 - Derrota do Japão. Alteração do nome para Fuji Sangyo
- 1950 - Desmembramento em 12 empresas

Algumas destas empresas se associaram novamente em 1953 formando Fuji Jukogyo (Fuji Heavy Industries) que é mundialmente conhecida pelos automóveis da marca Subaru.
Além dos projetos próprios, Nakajima produziu sob licença 2/3 dos caças Mitsubishi A6M Zero. Na área dos motores, os projetos Sakae (14 cilindros radiais) e Homare (18 cilindros radiais) equiparam uma boa parte dos aviões japoneses que participaram da Segunda Guerra Mundial incluindo o Zero (Mitsubishi, Sakae), Hayabusa (Nakajima, Sakae), Hayate (Nakajima, Homare) e Shiden (Kawanishi, Homare).

## Modelos
- Nakajima A2N 九〇式艦上戦闘機
- Nakajima Type 91
- Nakajima A4N 九五式艦上戦闘機
- Nakajima E8N 九五式水上偵察機
- Nakajima AT-2 九七式輸送機
- Nakajima Ki-27 九七式戦闘機
- Nakajima Ki-34 九七式輸送機
- Nakajima B5N 九七式艦攻 Kyushichishiki-kanko
- Nakajima Ki-43 隼 Hayabusa (Peregrine Falcon)
- Nakajima Ki-44 鍾馗 Shoki (Devil-Queller)
- Nakajima Ki-62
- Nakajima A6M2-N 二式水戦 Nishiki-suisen (variação do avião Mitsubishi A6M Zero)
- Nakajima G5N 深山 Shinzan (Mountain Recess)
- Nakajima Ki-49 呑龍 Donryu (Storm Dragon)
- Nakajima J1N 月光 Gekko (Moonlight)
- Nakajima Ki-84 疾風 Hayate (Gale)
- Nakajima B6N 天山 Tenzan (Heavenly Mountain)
- Nakajima J5N 天雷 Tenrai (heavenly Thunder)
- Nakajima C6N 彩雲 Saiun (Painted Cloud)
- Nakajima Ki-87 航空機
- Nakajima G8N 連山 Renzan (Mountain Range)
- Nakajima Ki-115 剣 Tsurugi (Sabre)
- Nakajima G10N 富嶽 Fugaku (Mount Fuji)